# Schemat elektryczny wykonawczy
Schemat elektryczny wykonawczy – schemat elektryczny opracowywany w celu przedstawienia wszystkich połączeń elektrycznych między elementami obiektu oraz oznaczenia (opisania) przewodów, wiązek przewodów, kabli, wyprowadzeń doprowadzeń, końcówek (zacisków), złącz, przepustów itp. schematy wykonawcze określają sposób układania oraz miejsce (numery zacisków) przyłączenia przewodów i kabli w obiekcie (urządzeniu). Wykorzystywane są przy montażu urządzeń i wykonywaniu połączeń oraz w czasie eksploatacji przy wykonywaniu napraw.
Na schematach wykonawczych stosuje się symbole wszystkich rodzajów, uzupełnione (w razie potrzeby) symbolami konturowymi elementów składowych obiektu. Mogą być również uzupełniane dodatkowo lub nawet zastępowane tablicami połączeń. Jednak stosowanie tablic połączeń dozwolone jest tylko po uzgodnieniu z wykonawcą urządzeń i robót montażowych.
Do schematów wykonawczych zalicza się:
- Schematy połączeń wewnętrznych (301)
- Schematy połączeń zewnętrznych (302)
- Schematy przyłączeń (303)